# Špela Rogelj
Špela Rogelj (Liubliana, 8 de noviembre de 1994) es una deportista eslovena que compite en salto en esquí. Ganó una medalla de plata en el Campeonato Mundial de Esquí Nórdico de 2021, en la prueba de trampolín normal por equipo.

## Palmarés internacional
| Campeonato Mundial | Campeonato Mundial    | Campeonato Mundial | Campeonato Mundial |
| Año                | Lugar                 | Medalla            | Prueba             |
| ------------------ | --------------------- | ------------------ | ------------------ |
| 2021               | Oberstdorf (Alemania) | Medalla de plata   | TN por equipo      |